# ベキル・チョバンザーデ
ベキル・チョバンザーデ（クリミア・タタール語: Бекир Чобан-заде、1893年5月15日 - 1937年10月13日）は、クリミア・タタール人の詩人、トルコ語学者。
語学の才に秀で、テュルク諸語だけではなく、アラビア語、ペルシャ語、マジャール語、アルメニア語、グルジア語、ロシア語、フランス語、ドイツ語、英語に通じたといわれる。
チョバンザーデは、クリミアのカラスバザルで羊飼いの家に生まれた。クリミアとイスタンブールで初等教育を受け、1916年にブダペストのパーズマーニ・ペーテル大学（現ブダペスト大学）に入学し、博士号を取得。帰郷後、シンフェロポリの師範学校でクリミア・タタール語とクリミア・タタール文学を教えた。1922年にはクリミア大学（現タヴリダ国立大学）にトルコ学の教員として採用され、1925年にはアゼルバイジャンのバクー国立大学でトルコ学の教授となった。
1937年に、スターリンの大粛清の際に、反政府活動の疑いで当局に逮捕され、同年10月13日に処刑された。満44歳没。
チョバンザーデの死後20年後、妻の訴えにより、ソ連当局は彼の名誉回復を行った。